# Paratheta
Paratheta är ett släkte av fjärilar. Paratheta ingår i familjen plattmalar.
Kladogram enligt Catalogue of Life:
| Paratheta | \| \| Paratheta calyptra \| \| \| \| \| \| Paratheta lasiomela \| \| \| \| \| \| Paratheta ochrocoma \| \| \| \| |
|           | \| \| Paratheta calyptra \| \| \| \| \| \| Paratheta lasiomela \| \| \| \| \| \| Paratheta ochrocoma \| \| \| \| |
|           | Paratheta calyptra                                                                                               |
|           | |
|           | Paratheta lasiomela                                                                                              |
|           | |
|           | Paratheta ochrocoma                                                                                              |
|           | |